# Schneehitzalm
Die Schneehitzalm ist eine Alm in der Gemeinde Wörschach im österreichischen Bundesland Steiermark. Die Alm liegt in einer Senke zwischen Bärenfeuchtmölbing im Westen und Sonnwendköpperl im Osten, im Südteil des Toten Gebirges. Die Rodungsalm liegt in einer Seehöhe von 1600 m ü. A. In den Sommermonaten wird Galtvieh aufgetrieben. Auf der Alm stehen elf Almgebäude und eine Jagdhütte mit Nebengebäude.

## Geschichte
In einem Bergmietsverzeichnis der Herrschaft Wolkenstein aus dem 16. Jahrhundert werden für die Schnehmitz Albm 8 Auftriebsberechtigte angeführt. Im Waldtomus XVIII von 1760 wird sie als Schneesitzer-Halt und Albm bezeichnet. Der Name leitet sich von slawisch snesnica, Ort wo der Schnee lange liegenbleibt, ab.

## Wanderwege
- Von der Langpoltenalm im Osten führt eine Forststraße zur Alm
- Von der Bärenfeuchtenalm im Südwesten